# Келькит
Келькит (тур. Kelkit) — город в провинции Гюмюшхане Турции. Его население составляет 13,615 человек (2009). Высота над уровнем моря — 1373 м.
В XIII-XIV вв. через Келькит проходил крупный трансанатолийский торговый путь, соединявший Кастамон и Никсар с Байбурутом.